# Storia di Tönle
Storia di Tönle è un romanzo di Mario Rigoni Stern del 1978. Il romanzo ha vinto il Premio Campiello e il Premio Bagutta nel 1979.

## Trama
Il romanzo è ambientato tra la seconda metà dell'Ottocento e la prima guerra mondiale. Tönle Bintarn è un contadino che vive nell'Altopiano di Asiago, situato all'epoca sul confine italo-austroungarico. In gioventù era stato contrabbandiere. Scoperto un giorno dagli sbirri mentre tornava da una spedizione al di là del confine, ferisce una delle guardie e fugge. Si trova costretto a vivere per alcuni giorni alla macchia, prima di trovare lavoro come venditore di stampe in tutta Europa. Nel frattempo, viene condannato in contumacia a quattro anni. Pur viaggiando in lungo e in largo, ama trascorrere gli inverni al paese con la moglie e la famiglia. Solo dopo alcuni anni riesce ad avvalersi di un indulto e a riprendere la sua vita di contadino e pastore.
Quando scoppia la grande guerra è ormai ottantenne. Sebbene per un po' la vita al paese continui normale, il fronte di battaglia si avvicina. Nel maggio del 1916 il paese viene evacuato e gli abitanti vengono trasferiti in pianura. Solo Tönle rimane per prendersi cura del suo gregge di pecore. Ancora una volta è costretto a nascondersi nei boschi di giorno, e può tornare nella sua casa solo a sera inoltrata. Quando gli austriaci prendono possesso del villaggio, viene scoperto e arrestato perché ritenuto una spia. Dopo una serie di interrogatori, viene portato nel campo di internamento di Katzenau. Dopo non molto tempo, riesce a fuggire e, in un paio di settimane, percorre un centinaio di chilometri. Viene fermato da un soldato austriaco a causa del suo aspetto trasandato, e rispedito al lager. Solo nel dicembre del 1917 il suo nome viene messo nella lista di prigionieri da rimpatriare in cambio di prigionieri austriaci.
Giunto alla stazione centrale di Milano, ignaro che una sua figlia lo stesse aspettando, sale su un convoglio militare in direzione di Vicenza. Sceso a Cittadella, continua il resto del viaggio a piedi, evitando i grandi centri abitati. Durante il tragitto incontra il capitano Emilio Lussu che gli consiglia di tornare in pianura, in quanto il paese è tornato di nuovo in mano austriaca. Testardamente, continua verso la sua meta, ma è costretto a incrociare le trincee italiane: da un osservatorio i militari gli fanno vedere il paese, ormai completamente distrutto. Prendendo ancora per i boschi, continua il suo cammino. Ormai stanco e senza destinazione, si riposa a fumare ai piedi di un albero, dove viene ritrovato morto da un soldato di passaggio.

## Edizioni
- Mario Rigoni Stern, Storia di Tönle - L'anno della vittoria, Einaudi, 1993,  p. 278, ISBN 88-06-13428-0.